# Gouvernement Filali II
Pour les articles homonymes, voir Gouvernement Filali.
Monarchie constitutionnelle
Filali I Filali III
Le gouvernement Filali II est le 23e gouvernement du Maroc depuis son indépendance en 1955, il est formé le 31 janvier 1995 et remplacé le 13 août 1997 par le gouvernement Filali III.

## Formation
Le 31 janvier 1995, le gouvernement Filali I est dissous et est remplacé par un nouveau gouvernement comportant 35 portefeuilles.

## Composition
|    | Portefeuille | Nom                        | Parti |
| 1  | Premier ministre et ministre des Affaires étrangères                                                                       | Abdellatif Filali          |       |
|    | Ministres |                            |       |
| 2  | Ministre d'État | Moulay Ahmed Alaoui        |       |
| 3  | Ministre d'État à l'Intérieur et à l'Information                                                                           | Driss Basri                |       |
| 4  | Ministre de la justice | Abderrahmane Amalou        | UC    |
| 5  | Ministre des Finances et des Investissements extérieurs                                                                    | Mohamed Kabbaj             |       |
| 6  | Ministre de l'Agriculture et de la Mise en valeur agricole                                                                 | Hassan Abouyoub            |       |
| 7  | Ministre de la Pêche maritime et de la Marine marchande                                                                    | El Mostapha Sahel          |       |
| 8  | Ministre des Travaux publics                                                                                               | Abdelaziz Meziane Belfkih  |       |
| 9  | Ministre de la Communication, porte-parole du gouvernement                                                                 | Driss Alaoui M'Daghri      |       |
| 10 | Ministre du Commerce, de l'Industrie et de l'Artisanat                                                                     | Driss Jettou               |       |
| 11 | Ministre des Habous et des Affaires islamiques                                                                             | Abdelkebir M'Daghri Alaoui |       |
| 12 | Ministre de l'Énergie et des Mines                                                                                         | Abellatif Guerraoui        |       |
| 13 | Secrétaire général du gouvernement                                                                                         | Abdessadek Rabii           |       |
| 14 | Ministre délégué auprès du Premier ministre chargé de la Privatisation et des Établissements de l'État                     | Abderrahmane Saïdi         |       |
| 15 | Ministre des Affaires culturelles                                                                                          | Abdellah Azmani            | UC    |
| 16 | Ministre chargé des Relations avec le Parlement                                                                            | Abdeslam Baraka            | UC    |
| 17 | Ministre de la Santé publique                                                                                              | Ahmed Alami                |       |
| 18 | Ministre de l'Enseignement supérieur, de la Formation des cadres et de la Recherche scientifique                           | Driss Khalil               |       |
| 19 | Ministre de l'Éducation nationale                                                                                          | Rachid Belmokhtar          |       |
| 20 | Ministre des Transports | Said Ameskane              | MP    |
| 21 | Ministre des Postes et des Télécommunications                                                                              | Hamza Kettani              | UC    |
| 22 | Ministre de la Jeunesse et des Sports                                                                                      | Ahmed Mezyane              |       |
| 23 | Ministre de l'Emploi et des Affaires sociales                                                                              | Amine Demnati              |       |
| 24 | Ministre de l'Habitat | Said Fassi                 | UC    |
| 25 | Ministre du Tourisme | Mohamed M'hammedi Alaoui   | UC    |
| 26 | Ministre de la Formation professionnelle                                                                                   | Abdessalam Beroual         |       |
| 27 | Ministre de l'Environnement                                                                                                | Noureddine Benomar Alami   |       |
| 28 | Ministre du Commerce extérieur                                                                                             | Mohamed el-Alami           |       |
| 29 | Ministre délégué auprès du Premier ministre                                                                                | Abderrahman Sbaï           |       |
| 30 | Ministre délégué auprès du Premier ministre, chargé des Affaires administratives                                           | Messaoud Mansouri          | MP    |
| 31 | Ministre délégué auprès du Premier ministre, chargé de l'Incitation de l'Économie                                          | Mohamed Hama               |       |
| 32 | Ministre délégué auprès du Premier ministre, chargé des Droits de l'Homme                                                  | Mohamed Ziane              | UC    |
| 33 | Ministre délégué auprès du Premier ministre, chargé de l'Habitat                                                           | Lamine Benomar             | PND   |
| 34 | Secrétaire d'État aux Affaires étrangères et à la Coopération                                                              | Taïeb Fassi-Fihri          |       |
| 35 | Sous-secrétaire d'État auprès du ministre des Affaires étrangères, chargé des Affaires des Marocains résidant à l'étranger | Lahcen Gaboune             | PND   |
| 36 | Sous-secrétaire d'État auprès du ministre des Affaires étrangères, chargé des relations avec l'Union du Maghreb arabe      | Abdelaziz Messioui         | UC    |

## Remaniement ministériel
Le 25 janvier 1996, outre son portefeuille de la Justice, Abderrahmane Amalou est nommé ministre chargé des Droits de l'Homme à la suite de la démission de Mohammed Ziane.